# Earth Institute
Het Earth Institute (Instituut van de Aarde) werd in 1995 opgericht door de Columbia-universiteit in New York. De opdracht van het instituut betreft onderzoek naar complexe kwesties die de planeet en zijn bewoners aanbelangen. Bijzondere nadruk ligt op duurzame ontwikkeling en de behoeften van de armen van de wereld.
De activiteiten van het Earth Institute worden geleid door het idee dat de wetenschap en de technologische hulpmiddelen die reeds bestaan zouden kunnen worden toegepast om de voorwaarden voor de armen van de wereld veel te verbeteren, terwijl tegelijkertijd de natuurlijke systemen die het leven ter wereld mogelijk maken moeten behouden blijven.

## Sabin Center for Climate Change Law
Een van de teams binnen het Earth Institute is het Sabin Center for Climate Change Law. Dit centrum ontwikkelt instrumenten om klimaatverandering juridisch tegen te gaan. Het organiseert ook trainingen voor advocaten en studenten, en publiceert ook informatie inzake klimaatwetgeving en -regulering, waaronder een database met klimaatrechtszaken. Het Sabin Center werkt nauw samen met de Columbia Law School.